# Aeolus thoracicus
Aeolus thoracicus là một loài bọ cánh cứng trong họ Elateridae. Loài này được Schaeffer miêu tả khoa học năm 1917.